# Есароа
Есароа (фр. Essarois) насеље је и општина у источном делу централне Француске у региону Бургоња, у департману Златна обала која припада префектури Монбар.
По подацима из 2011. године у општини је живело 87 становника, а густина насељености је износила 4,77 становника/km². Општина се простире на површини од 18,25 km². Налази се на средњој надморској висини од 350 метара (максималној 428 m, а минималној 277 m).

## Демографија
| 1962. | 1968. | 1975. | 1982. | 1990. | 1999. | 2011. |
| ----- | ----- | ----- | ----- | ----- | ----- | ----- |
| 130   | 150   | 101   | 90    | 93    | 93    | 87    |

График промене броја становника у току последњих година